# Oguzek
Oguzek (Helophorus) – rodzaj chrząszczy z nadrodziny kałużnicokształtnych, jedyny z monotypowej rodziny oguzkowatych (Helophoridae). Obejmuje około 200 opisanych gatunków. Zamieszkują głównie krainy palearktyczną i nearktyczną, a mniej licznie etiopską. Postacie dorosłe bytują głównie w wodzie, natomiast larwy są lądowe.

## Morfologia

### Owad dorosły

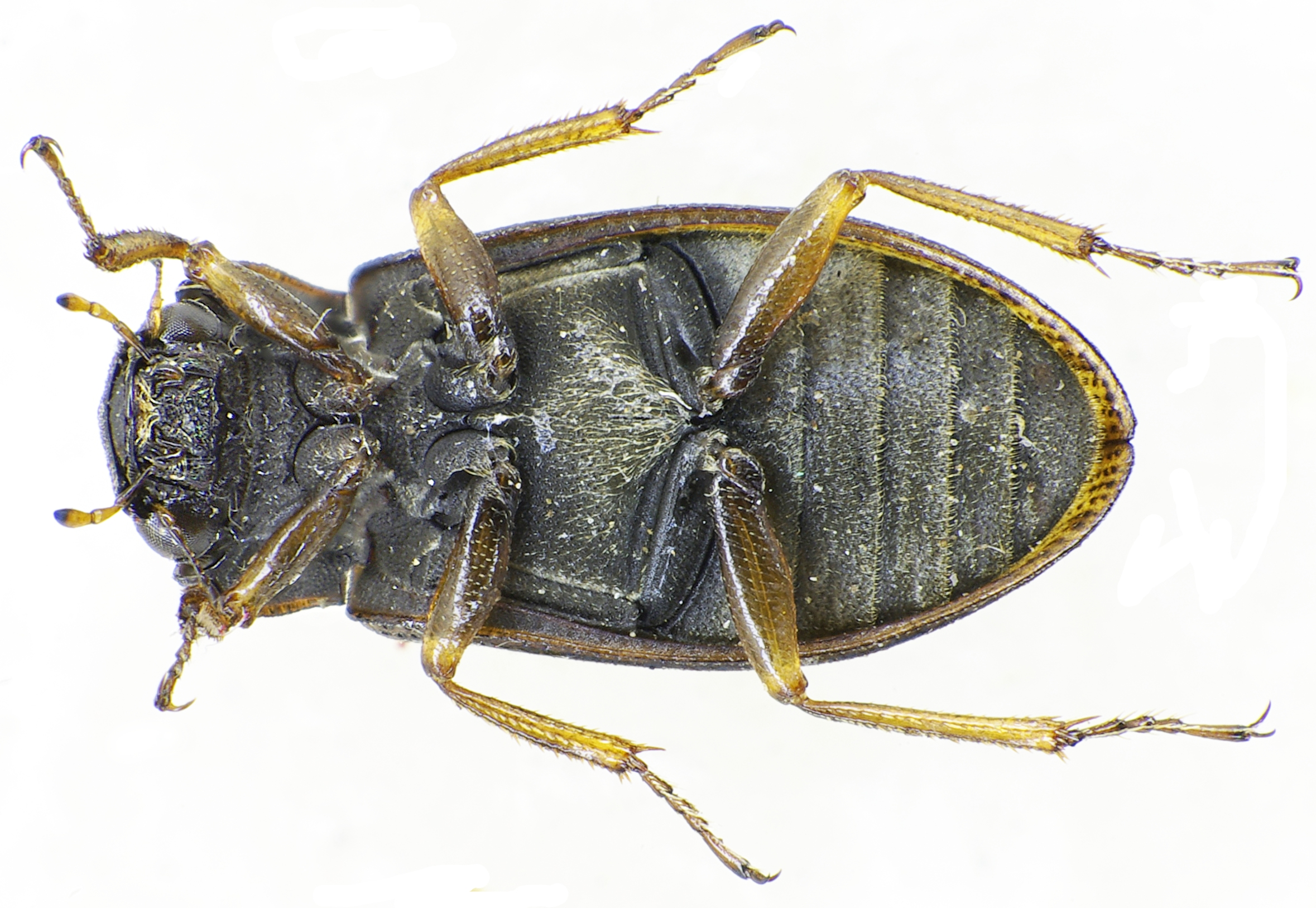
Helophorus aquaticus, widok od spodu

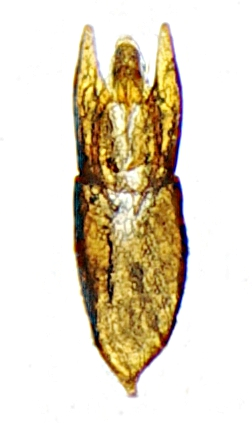
Helophorus aquaticus, edeagus

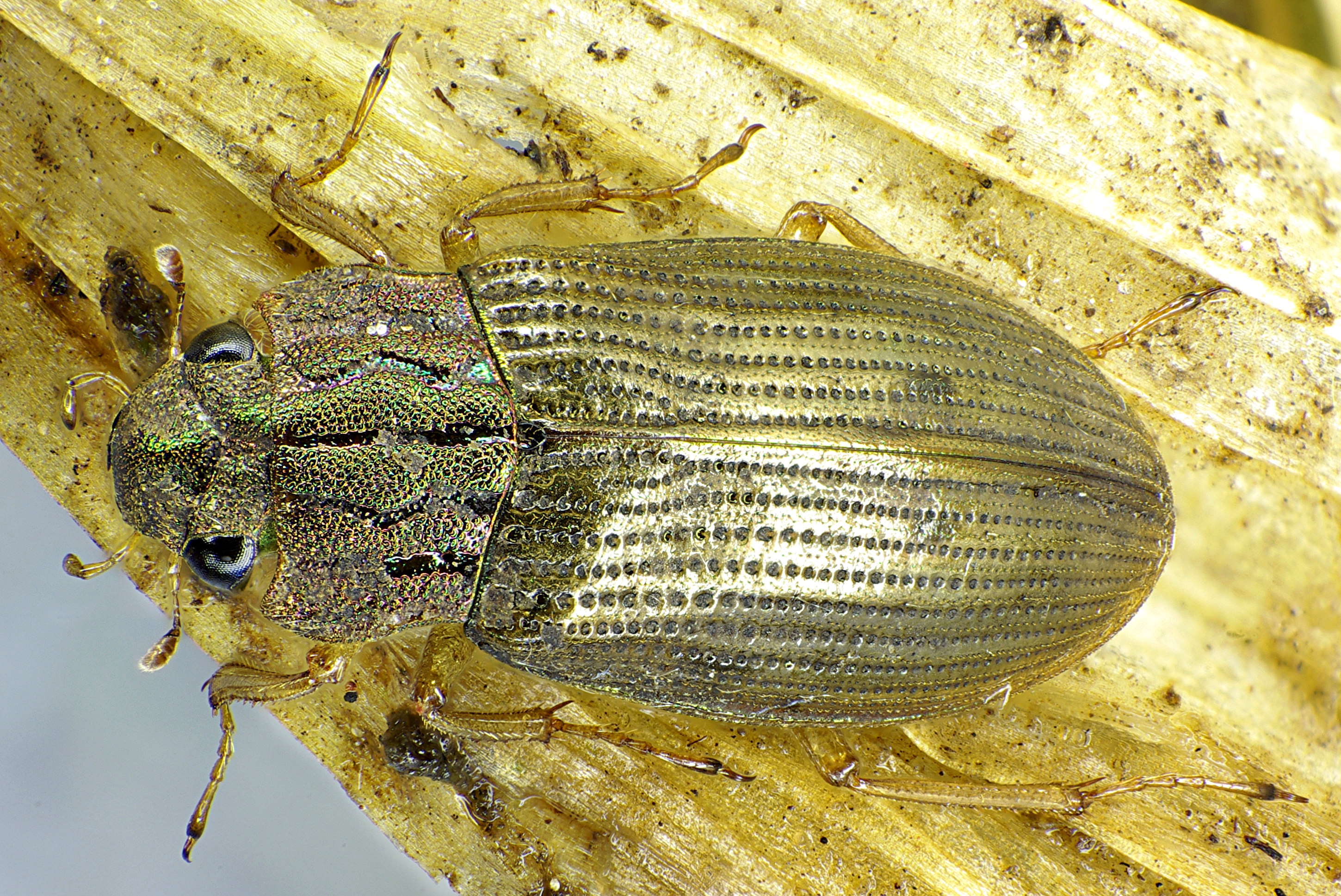
Helophorus grandis

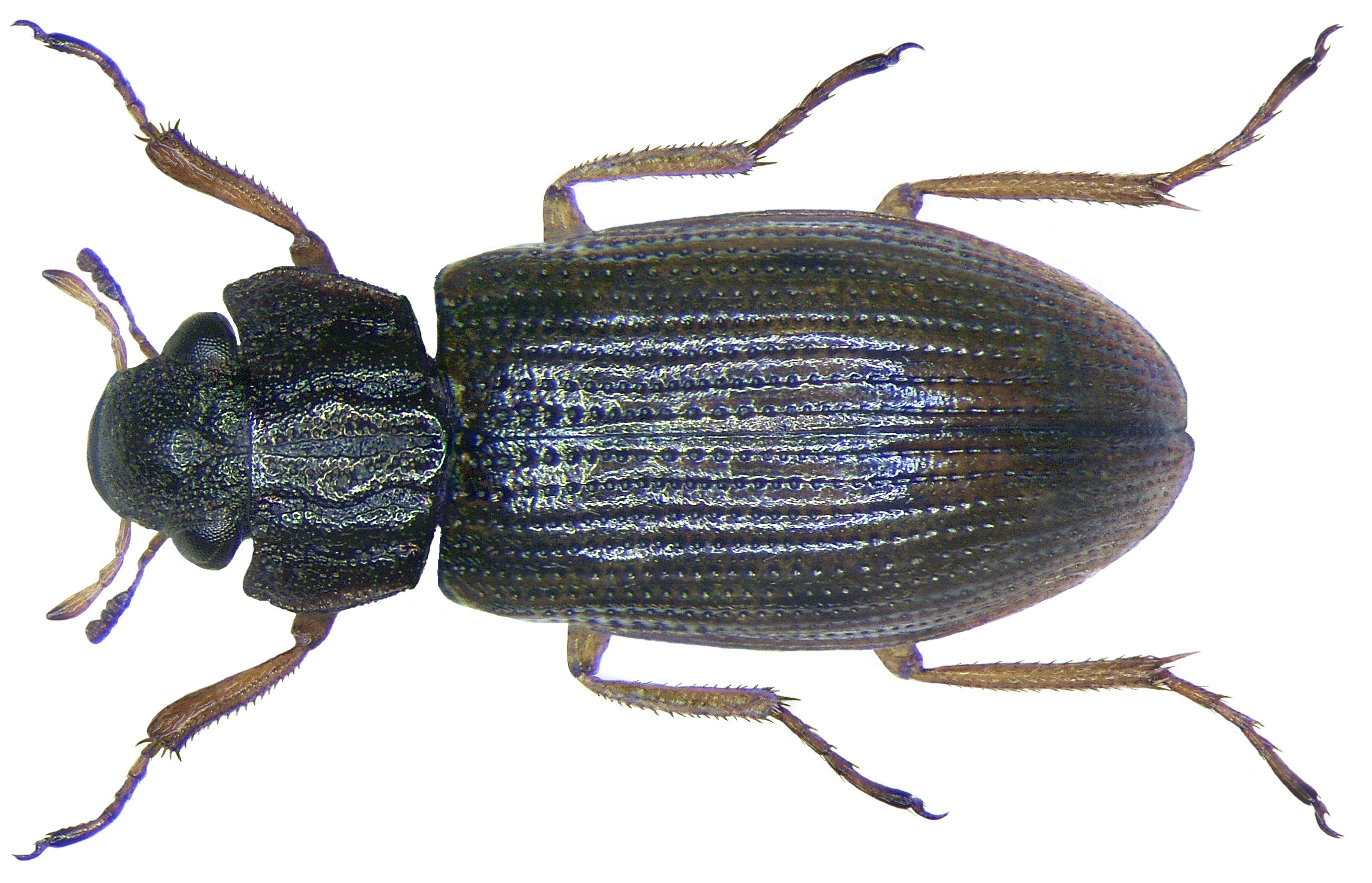
Helophorus flavipes

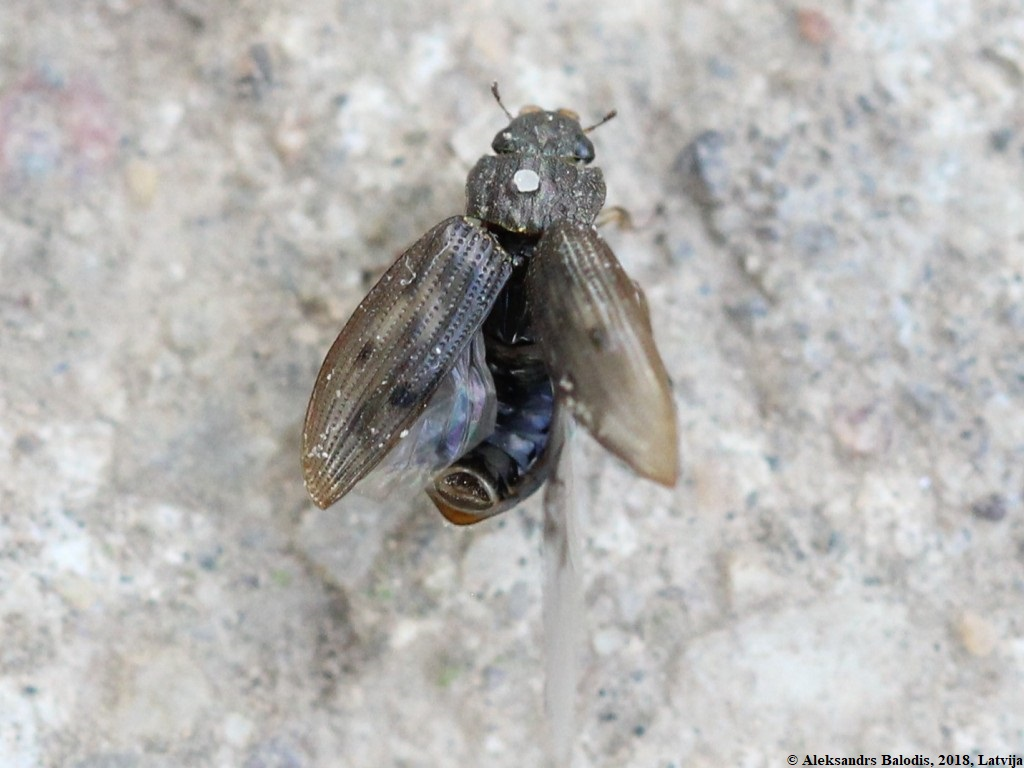
Helophorus dorsalis

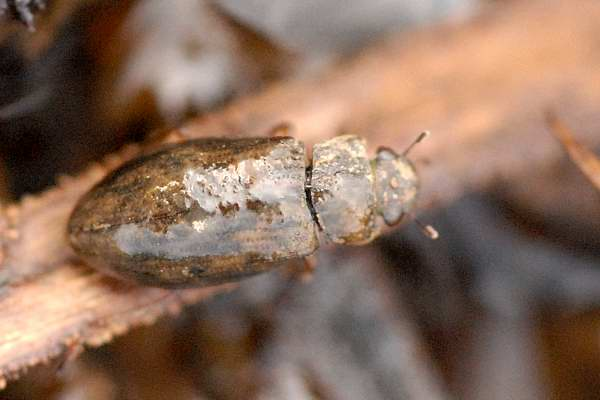
Helophorus rufipes

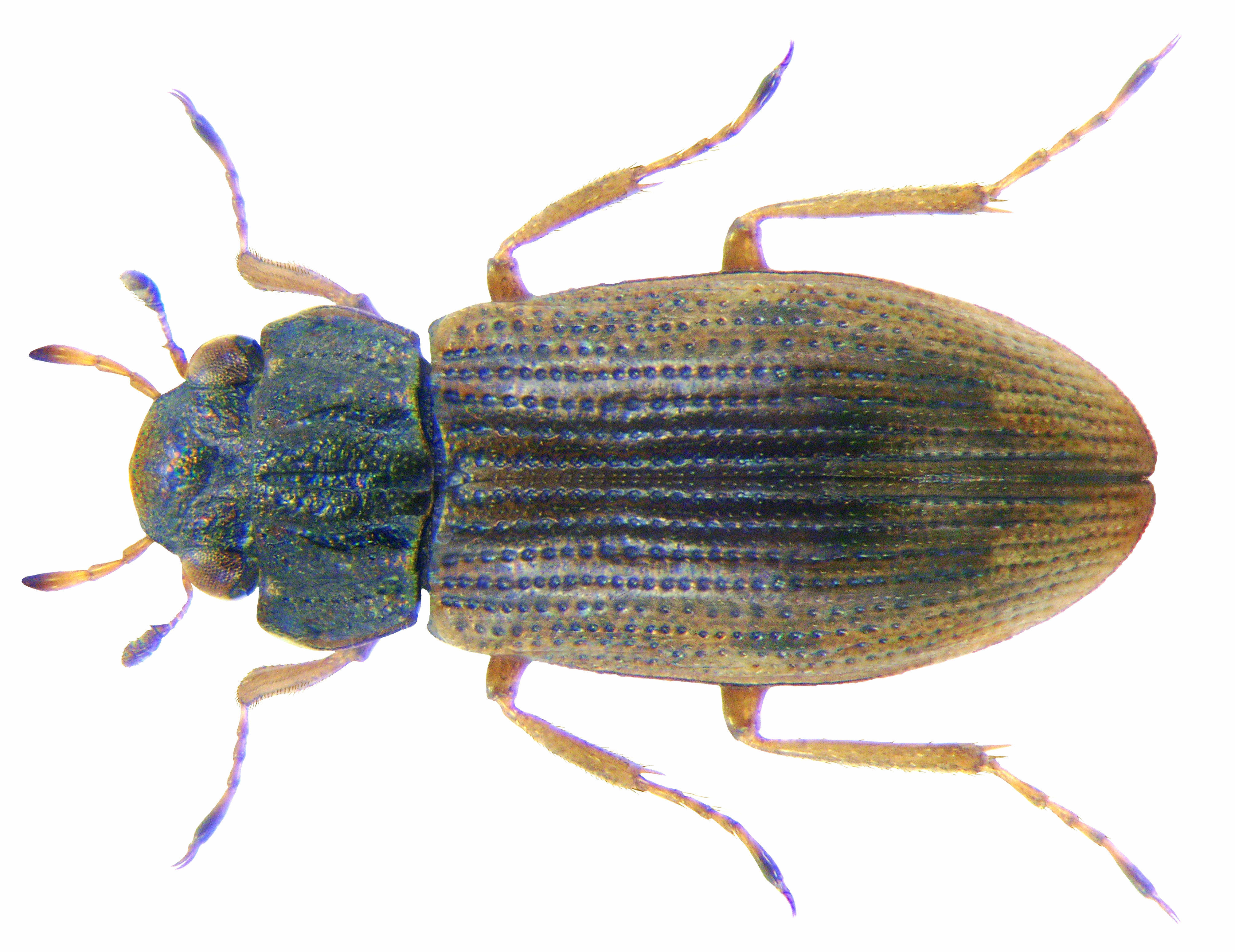
Helophorus obscurus

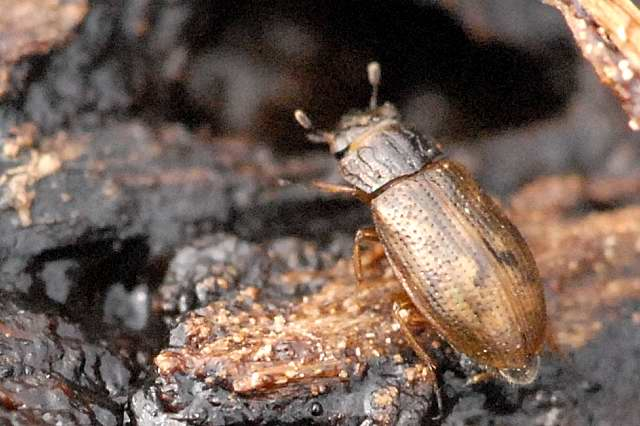
Helophorus nubilus

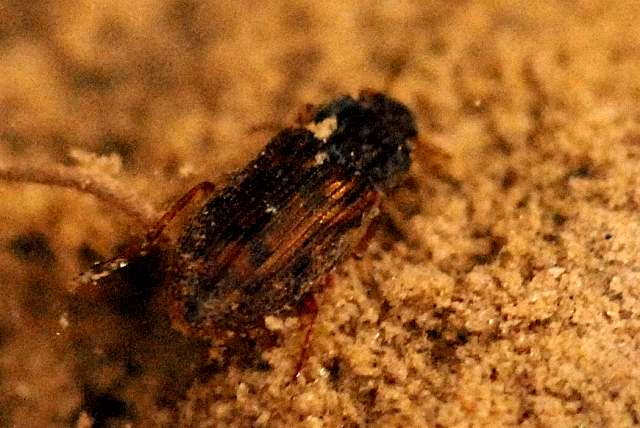
Helophorus laticollis

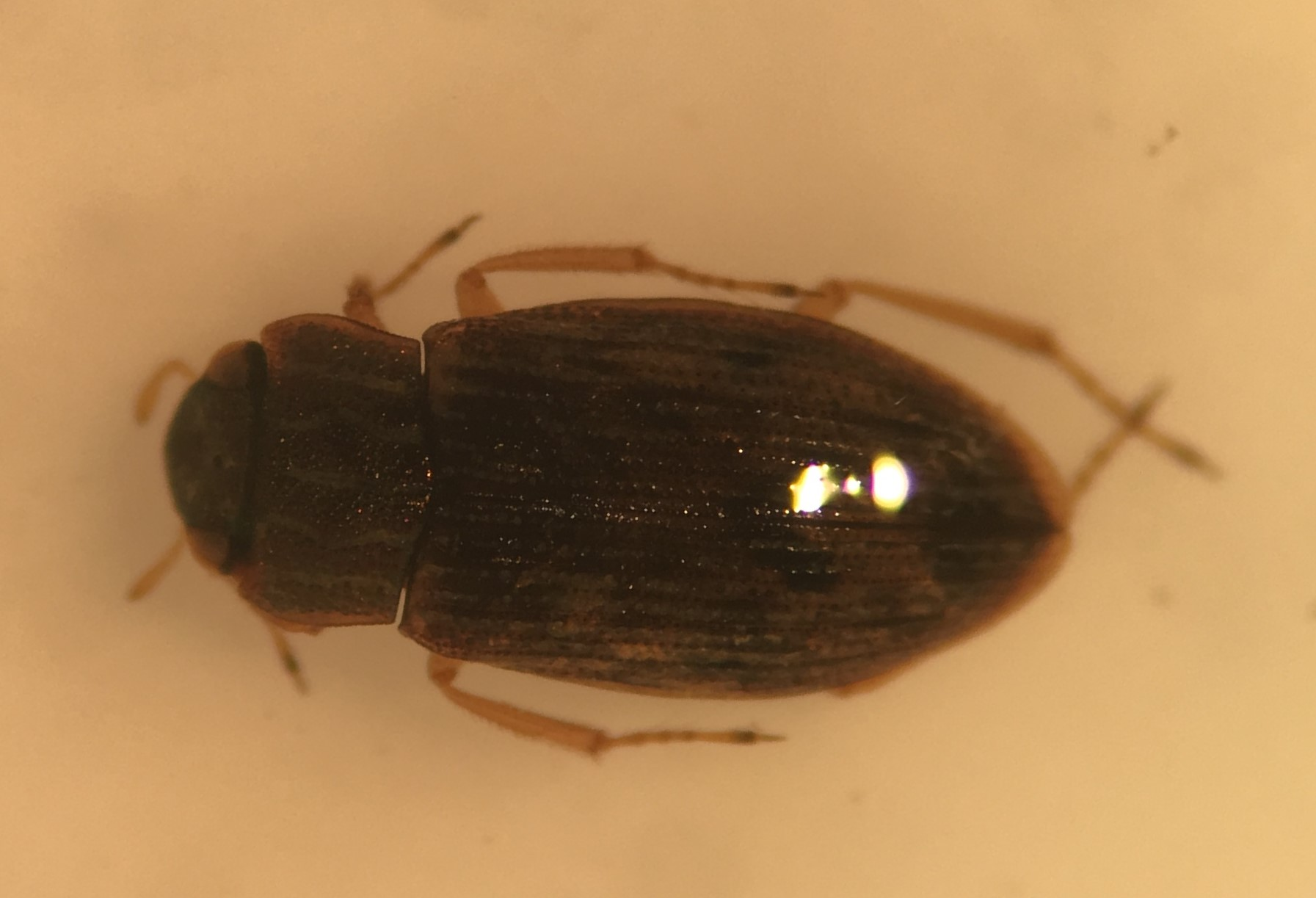
Helophorus marginicollis

Chrząszcze o wydłużonym, słabo lub umiarkowanie wypukłym ciele długości od 2 do 9 mm, w zarysie o mniej lub bardziej równoległych bokach z wyraźną, ale niezbyt mocną przerwą między przedpleczem a pokrywami. Powierzchnia głowy i przedplecza ma ziarenkowanie w postaci zaopatrzonych w punkt ze szczecinką guzków, zwykle o metalicznym połysku; często ziarenkowanie częściowo jest zredukowane i w tych miejscach pozostają tylko punkty ze szczecinkami.
Zarys głowy nie jest gwałtownie zwężony przed oczami, ale silnie i gwałtownie zwężony za nimi. Oczy są wyłupiaste, całobrzegie, z tyłu odgraniczone od skroni silnymi listewkami. Szwy na głowie są rowkowate, a epistomalny przechodzi ku tyłowi w podłużną bruzdę środkową. Długość czułków osiąga co najwyżej ⅔ szerokości głowy; zbudowane są one z ośmiu lub dziewięciu członów, z których trzonek jest stosunkowo krótki, nóżka jest stożkowata i nie grubsza od niego, a trzy ostatnie tworzą zwartą do luźnej buławkę o gęstym owłosieniu hydrofobowym. Duży nadustek ma prawie ściętą krawędź przednią, tępokanciaste kąty przednie i półkowato nakrywa podstawy czułków. Warga górna ma szeroką podstawę i mocno zwężony przód, kolczaste brzegi boczne oraz szeroko zaokrąglone kąty przednie. Żuwaczki cechują się równomiernie zakrzywionymi krawędziami zewnętrznymi, wyposażonymi w ujścia gruczołów rurkowatych powierzchniami brzusznymi, krawędziami wewnętrznymi z delikatnym ząbkiem i bez wyrostka ruchomego, a wierzchołkami spiczastymi; mola prawej żuwaczki jest lekko wypukła, a lewej lekko wklęsła. Szczęki dysponują niemal jajowatą i zaopatrzoną w kilka długich szczecinek lub kolców kotwiczką, podzielonym na podługowato-trójkątny basistipes i opatrzonym szeregiem szczecinek mediostipes pieńkiem, krótką i spłaszczoną żuwką zewnętrzną o orzęsionym drugim członie oraz żuwką wewnętrzną o dośrodkowej krawędzi przechodzącej w półbłoniastą i gęsto z przodu owłosioną blaszkę, a krawędzi odsiebnej opatrzonej palcowatymi cierniami. Głaszczki szczękowe mają długość równą połowie szerokości głowy i człon drugi nienabrzmiały. Wargę dolną cechuje krótki przedbródek, duża, płytkowata, ku przodowi zwężona bródka, szeroki, niemal pięciokątny podbródek oraz mniej więcej tak długie jak bródka głaszczki wargowe z członem ostatnim większym od pozostałych, niesymetrycznym i opatrzonym szeregiem długich szczecinek na niemal prostej krawędzi  wewnętrznej i lekko wypukłej krawędzi zewnętrznej. Szwy gularne w przedniej połowie biegną blisko siebie i prawie równolegle, a gula jest poprzecznie trójkątna.
Przedplecze odznacza się obecnością siedmiu podłużnym, mniej lub bardziej zafalowanych rowków, z których dwa leżą na jego bocznych krawędziach. Zarys przedplecza zwykle jest najszerszy przed środkiem i silnie zwężony ku tyłowi, ale spotyka się też inne kształty. Powierzchnia jego jest mniej lub bardziej równomiernie wypukła, rzadziej sklepiona pośrodku i rozpłaszczona po bokach. Przednia krawędź nie tworzy półki ponad głową, a tylna krawędź ma od spodu listewkę dodatkową rozciągającą się na 4/5 jej szerokości. Mała tarczka ma zarys okrągławy ze ściętym przodem. Na pokrywach występują punktowane rzędy, czasem także rządki przytarczkowe, niekiedy także rozproszone punkty szczecinkowe. Epipleury są niemal poziome. Skrzydła tylnej pary są najszersze tuż za pętlą medialno-kubitalną, o żyłce radialnej częściowo wyraźnej także przed odejściem żyłki poprzecznej radialno-medialnej i dosiebnie rozwidlonej, żyłce medialnej bardzo delikatnej, ale również częściowo widocznej przed odejściem żyłki poprzecznej radialno-medialnej, komórce bazalnej dochodzącej prawie do połowy długości skrzydła, wąskiej komórce klinowatej i wygraniczonym dość głębokim wcięciem płacie jugalnym.
Dobrze wykształcone przedpiersie wypuszcza ostro zakończony wyrostek międzybiodrowy. Panewki bioder przednich są niemal styczne, z tyłu otwarte. Hypomery mają głębokie rowki do chowania czułków oraz wyraźny podział na części boczną i dośrodkową. Lekko sklepione i silnie ku przodowi zwężone śródpiersie jest niezrośnięte z mezepisternitami i pozbawione wyrostka tylno-środkowego. Równomiernie sklepione i wchodzące ku przodowi między biodra zapiersie nie ma linii udowych. Poza tym zatułów cechuje się odsłoniętymi metepisternitami.
Odnóża nie dysponują szeregami włosków pływnych. Biodra odnóży przedniej pary są stożkowate do prawie kulistych, środkowej lekko poprzeczne, a tylnej wąsko rozstawione i lekko zwężone bocznie. Uda są smukłe i pozbawione rowków na golenie, walcowate i cienkie golenie mają szeregi delikatnych kolców i smukłe ostrogi wierzchołkowe, a pięcioczłonowe stopy mają porośnięte sztywnymi włoskami spody i zaopatrzone w dwie szczecinki szczytowe empodium.
Odwłok ma pięć widocznych, wolnych sternitów (od trzeciego do siódmego) o równomiernej, pozbawionej guzków i dołków powierzchni, z których ostatni ma tylny brzeg zaokrąglony, czasem z ząbkowaniem lub powrębiany. Pod pokrywami na trzecim laterosternicie brak jest elementów aparatu strydulacyjnego. Genitalia samca zawierają symetryczny edeagus.

### Larwa
Prognatyczna, prawie czworokątna głowa ma sześć par oczek larwalnych, zbiegające ku otworowi wielkiemu szwy czołowe, a wargę górną zlaną z nadustkiem w symetryczne klipeolabrum o wydatnym, trójkątnym, czasem piłkowanym nasale oraz wystających dalej niż ono i wyposażonych w pięć tęgich, pośrodkowych szczecinek adnasalia. Krótkie i grube czułki zbudowane są z trzech członów, z których pierwszy i drugi są podobnych rozmiarów, a drugi ma dwa wyrostki zmysłowe u szczytu strony zewnętrznej. Symetryczne żuwaczki mają penicillus u podstawy, położone w nasadowej połowie i złożone z dwóch ząbków, w tym jednego z pękiem mocnych szczecin u podstawy retynakulum oraz piłkowaną odsiebną część krawędzi wewnętrznej. Bruzda szczękowa jest płytka. Czułkowate szczęki cechuje drobna i podzielona kotwiczka, przysadzisty pieniek z kolcami na krawędziach grzbietowej i wewnętrznej, żuwka zewnętrza porośnięta szczecinkami oraz głaszczki o członie pierwszym najdłuższym. Warga dolna ma wcięty odsiebnie przedbródek z dwuczłonowymi głaszczkami, prawie kwadratową bródkę, a podbródek zrośnięty z puszką głowową. Szwy gularne są zlane, a płytki gularnej i sklerytów szyjnych brak.
Tułów ma nie węższy od głowy przedtułów z pojedynczą płytką grzbietową oraz nieco szersze od niego śródtułów i zatułów z mniejszymi sklerytami grzbietowymi. Odnóża są dobrze wykształcone, przeciętnej długości.
Odwłok buduje dziesięć segmentów, z których ostatni jest zdrobniały i brzusznie umieszczony, a pozostałe wykształcone dobrze. Na segmentach od pierwszego do ósmego znajdują się po dwie płytki grzbietowe, po dwie płytki boczne, od sześciu do ośmiu niewielkich płytek brzusznych oraz funkcjonalne przetchlinki. Dziewiąty segment ma duży tergit i parę bardzo długich, trójczłonowych urogomfów. Wierzchołek odwłoka nie ma przedsionka przetchlinkowego.

### Poczwarka
Poczwarka jest biaława. Ma dwa styliki supraorbitalne na głowie, od 14 do 16 stylików na krawędziach przedplecza, po parze przyśrodkowych stylików na śródpleczu i zapleczu, po jednym poprzecznym szeregu czterech stylików na tergitach segmentów odwłoka od pierwszego do siódmego, po jednym styliku na każdej pleurze segmentów odwłoka od pierwszego do ósmego oraz dwa styliki na tergicie ósmego segmentu odwłoka. Dziewiąty segment wieńczy para przysadek odwłokowych.

## Ekologia i występowanie
Owady rozmieszczone od poziomu morza po wyższe położenia górskie. Postacie dorosłe w zdecydowanej większości przypadków są owadami wodnymi. Zasiedlają przybrzeża rzek, potoków, strumieni, a także obfite w roślinność kałuże, bajora, glinianki, źródliska, rowy, mokradła, a nawet słonawiska i wody brachiczne. Nieliczne imagines lądowe bytują na łąkach i pod kamieniami. Osobniki dorosłe żerują na glonach i rozkładającej się materii roślinnej. Samice składają jaja w niewielkich, torebkowatych kapsułkach z rurkowatym, liściowatym, nitkowatym lub nitkowato-rurkowatym syfonem, które zakopują w wilgotnym podłożu, zwykle w mule, drobnym piasku lub szczątkach roślinnych na pobrzeżu wody. U jednego z gatunków stwierdzono partenogenezę. Larwy wszystkich gatunków są lądowe. Spotyka się wśród nich drapieżniki, jak i roślinożerców. Rozwój larwalny trwa od dwóch do trzech tygodni. Przepoczwarczenie ma miejsce w komorze wykopanej w glebie.
Rodzaj głównie holarktyczny z nielicznymi gatunkami w krainie etiopskiej. W Polsce stwierdzono 36 gatunków (zobacz: oguzkowate Polski).

## Taksonomia i ewolucja
Rodzaj ten wprowadzony został w 1775 roku przez Johana Christiana Fabriciusa pod zawierającą literówkę nazwą Elophorus. Gatunkiem typowym wyznaczona została Silpha aquatica. Takson rangi rodzinowej utworzony został dla tego rodzaju w 1815 roku przez Williama Elforda Leacha pod nazwą Helophorida oraz przez Constantine’a Samuela Rafinesque pod nazwą Elophoria. Na przestrzeni XIX i XX wieku traktowany był często jak takson niższej rangi (podrodzina, plemię czy podplemię) w obrębie kałużnicowatych, a nawet Hydraenidae (współcześnie w innej nadrodzinie). Przywrócenia oguzkowatym statusu rodziny dokonał w 1991 roku Michael Hansen, tym niemniej niektórzy późniejsi autorzy pozostają przy szerokim definiowaniu kałużnicowatych i statusie podrodziny dla oguzków.
Rodzaj ten obejmuje około 200 opisanych gatunków, sklasyfikowanych w 11 podrodzajach:
- Helophorus (Empleurus) Hope, 1838
- Helophorus (Eutrichelophorus) Sharp, 1915
- Helophorus (Gephelophorus) Sharp, 1915
- Helophorus (Helophorus) Fabricius, 1775
- Helophorus (Kyphohelophorus) Kuwert, 1886
- Helophorus (Lihelophorus) Zaitzev, 1908
- †Helophorus (Mesohelophorus) Ponomarenko, 1977
- †Helophorus (Mesosperchus) Ponomarenko, 1977
- Helophorus (Orphelophorus) d'Orchymont, 1927
- Helophorus (Rhopalohelophorus) Kuwert, 1886
- Helophorus (Transithelophorus) Angus, 1970
- Helophorus (Trichohelophorus) Kuwert, 1886

W zapisie kopalnym oguzkowate znane są od jury późnej. Z niej pochodzą skamieniałości należące do podrodzaju Mesosperchus. Z kolei z kredy znany jest podrodzaj Mesohelophorus, a od miocenu znany jest zapis kopalny podrodzaju Gephelophorus.
Relacje pomiędzy oguzkowatymi i pozostałymi rodzinami kałużnicokształtnych są niepewne. W wynikach Rolfa G. Beutela z 1994 roku oguzki zajęły pozycję siostrzaną dla kladu obejmującego Epimetopidae, Georissidae i kałużnicowate. Z kolei praca Miguela Archangelskiego z 1998 roku wskazała na klad tworzony przez Georissidae i Epimetopidae jako siostrzany oguzkom. Analiza Rolfa G. Beutela i Albrechta Komarka z 2004 roku umieściła omawiany takson jako siostrzany dla kladu obejmującego Georisssidae, Epimetopidae, Spercheidae, Hydrochidae i kałużnicowate. W wynikach analizy Anji Korte i innych z 2004 roku oguzki zajęły pozycję siostrzaną względem kladu obejmującego Georisssidae, Hydrochidae i kałużnicowate. Analizy Detlefa Bernharda i innych z 2006 roku oraz Bernharda i innych z 2009 wskazały na tworzenie przez oguzki kladu z Epimetopidae, Hydrochidae i Georissidae. W wynikach analizy Andrew E. Shorta i Martina Fikáčka z 2013 roku oguzki zajęły pozycję siostrzaną względem Georissidae. Oguzki jako siostrzane dla kladu tworzonego przez Hydrochidae i Georissidae umieszczone zostały w wynikach analiz Branki B. Mađarić i innych z 2013 roku oraz Ladislava Bocáka i innych z 2014. Wyniki analiz Duane D. McKenny i innych z 2015 roku wskazały oguzki jako siostrzane dla Georissidae zarówno przy użyciu metody bayesowskiej, jak i metody największej wiarygodności.